# Paweł Brożek
Paweł Łukasz Brożek [ˈpavɛw ˈbrɔʒɛk] (* 21. April 1983 in Kielce) ist ein ehemaliger polnischer Fußballspieler.

## Vereinskarriere
Der 1,80 m große und 72 kg schwere Stürmer begann seine Karriere bei dem Provinzklub Polonia Białogon Kielce. Nach einem kurzen Gastspiel bei SMS Zabrze wechselte er 1998 als Fünfzehnjähriger zu Wisła Krakau. Im Jahre 2000 bestritt er sein erstes Ligaspiel und wurde im Jahr darauf mit Polen U18-Europameister. In den folgenden Jahren konnte er sich zunächst keinen Stammplatz sichern und wurde 2001 an den Łódzki KS sowie 2003 an GKS Kattowitz ausgeliehen. Sein landesweiter Durchbruch fand erst in der Saison 2005/06 statt, als er 30 Ligaspiele absolvierte und dabei 13 Treffer erzielte. Seitdem gehört Paweł Brożek zu den torgefährlichsten und besten Spielern Polens. Im Januar 2011 wurde Paweł Brożek zusammen mit seinem Bruder Piotr vom türkischen Spitzenklub Trabzonspor verpflichtet. In der polnischen Ekstraklasa bestritt er 198 Spiele und erzielte in diesen 86 Tore. Für Trabzonspor spielte Brożek 19 mal in der türkischen Süper Lig und erzielte 3 Tore. Für die Rückrunde der Saison 2011/2012 wurde er an den schottischen Top-Klub Celtic Glasgow ausgeliehen. Jedoch konnte er sich hier nicht durchsetzen und kam auf nur 3 Ligaspiele. Am 31. August 2012 unterschrieb Paweł Brożek einen Vertrag mit dem spanischen Zweitligisten Recreativo Huelva.
Sein Vertrag wurde nach der Saison nicht verlängert. Zur Saison 2013/2014 wechselte er zu seinem Ex-Verein Wisła Krakau zurück, wo er einen 1-Jahres-Vertrag unterschrieb. Kurz darauf wechselte auch sein Zwillingsbruder Piotr zu Wisła Krakau. Schließlich blieb er bis zu seinem Karriereende 2020 beim Verein. Mit 144 Toren in 356 Spielen der polnischen Ekstraklasa für Wisła, gehört Paweł Brożek zu den erfolgreichsten Spielern in der Geschichte von Wisła Krakau.

## Nationalmannschaft
Paweł Brożek durchlief ausnahmslos alle polnischen Jugendnationalmannschaften. In der polnischen Nationalmannschaft debütierte er am 27. April 2005 gegen Mexiko. Seitdem bestritt er 36 Länderspiele und schoss dabei 8 Tore. Der damalige Nationaltrainer Paweł Janas nominierte ihn im Mai 2006 für den Kader zur Fußball-Weltmeisterschaft 2006 in Deutschland, wo er in allen drei Vorrundenspielen zum Einsatz kam. 2012 nahm er an der Fußball-Europameisterschaft in Polen und der Ukraine teil, wo er zu zwei Kurzeinsätzen in der Vorrunde kam.

## Wissenswertes
Sein Zwillingsbruder Piotr Brożek ist auch Profi-Fußballer und spielte mit ihm zusammen bei Wisła Kraków und Trabzonspor. Aktuell steht er beim polnischen Erstligisten Lechia Gdańsk unter Vertrag und debütierte auch schon in der Nationalmannschaft. Seit 2008 ist Paweł Brożek mit Joanna Bojarska verheiratet. Und seit 2010 ist er Vater einer Tochter.

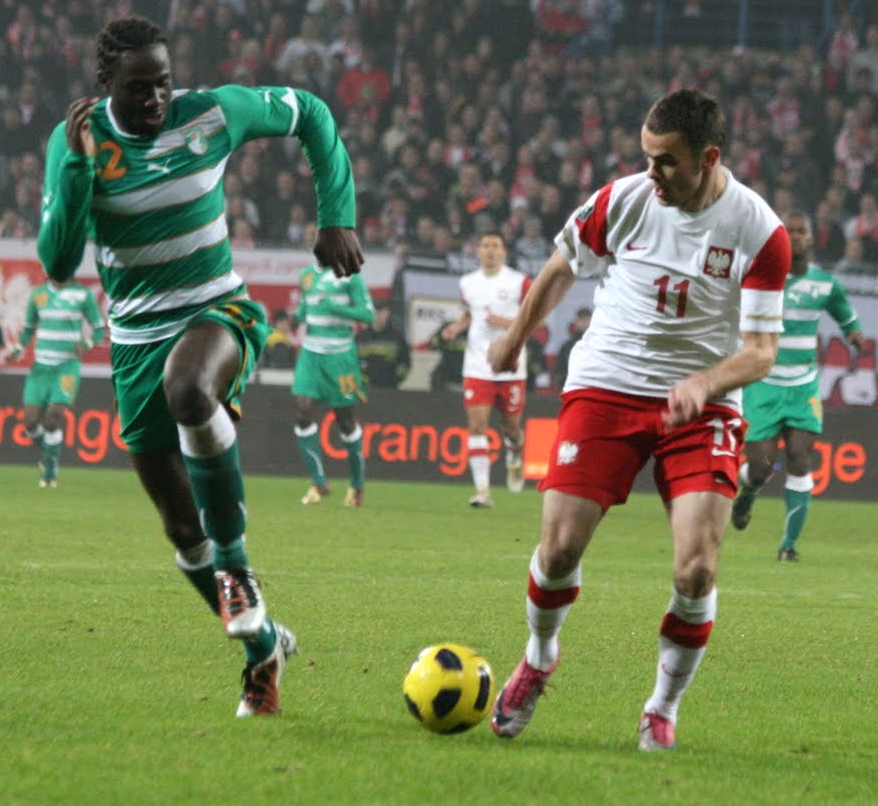
Brożek im Zweikampf mit Souleymane Bamba

## Erfolge
- 1× Schottischer Meister (2012)
- 7× Polnischer Meister (2001, 2003, 2004, 2005, 2008, 2009 und 2011)
- 2× Polnischer Pokalsieger (2002, 2003)
- 1× Polnischer Supercupsieger (2001)
- 1× Polnischer Ligapokalsieger (2001)
- 2× Torschützenkönig in der Ekstraklasa mit 23 Treffern (2008) und 19 Treffern (2009)
- Spieler der Saison 2008/09
- U-18-Europameister (2001)